# 가을 우체국
"가을 우체국"은 2017년에 개봉한 대한민국의 영화이다.

## 캐스팅
- 보아 : 임수련 역
- 이학주 : 임준 역
- 오광록 : 아버지 역
- 임현식 : 어르신 역
- 송옥숙 : 임옥수 역
- 조희봉 : 우체국장 역
- 김은혜 : 김미연 역
- 최정은 : 어린 수련 역
- 박노식 : 화장장 김씨 역
- 한태일 : 문중어른 1 역
- 김영인 : 문중어른 2 역
- 이명자 : 생리할머니 역
- 손종환 : 버스기사 역
- 김경민 : 승객 1 역
- 조미초 : 승객 2 역
- 김병천 : 승객 3 역
- 임한호 : 김 선배 역
- 황석하 : 한우축사 직원 역
- 한화성 : 택배과장 역
- 신기준 : 어린 임준 역
- 이지완 : 수련오빠 역